# Primnoella antarctica
Primnoella antarctica is een zachte koraalsoort uit de familie Primnoidae. De koraalsoort komt uit het geslacht Primnoella. Primnoella antarctica werd in 1907 voor het eerst wetenschappelijk beschreven door Kükenthal. 